# Chrysops godinhoi
Chrysops godinhoi är en tvåvingeart som beskrevs av Travassos Dias 1966. Chrysops godinhoi ingår i släktet Chrysops och familjen bromsar.
Artens utbredningsområde är Moçambique. Inga underarter finns listade i Catalogue of Life.